# Cantón de Roquevaire
El cantón de Roquevaire era una división administrativa francesa, que estaba situada en el departamento de Bocas del Ródano y la región de Provenza-Alpes-Costa Azul.

## Composición
El cantón estaba formado por nueve comunas:
- Auriol
- Belcodène
- Cadolive
- Gréasque
- La Bouilladisse
- La Destrousse
- Peypin
- Roquevaire
- Saint-Savournin

## Supresión del cantón de Roquevaire
En aplicación del Decreto nº 2014-271 de 27 de febrero de 2014, el cantón de Roquevaire fue suprimido el 29 de marzo de 2015 y sus 9 comunas pasaron a formar parte, ocho del nuevo cantón de Allauch y una del nuevo cantón de Aubagne.